# Grottaglie
Grottaglie (/ɡrotˈtaʎʎe/; Li Vurtagghje in dialetto salentino settentrionale) è un comune italiano di 30 055 abitanti della provincia di Taranto in Puglia, elevato a città con Decreto del Presidente della Repubblica dell'11 ottobre 1997. Sorge a valle della Murgia meridionale, al confine con la provincia di Brindisi, ed è nota per la produzione di ceramiche artistiche e di uva da tavola.

## Geografia fisica

### Territorio
La città si trova sul pendio di una collina delle Murge chiamata Monte Samuele Pizzuto nell'entroterra di Taranto e all'estremità meridionale di quella Murgia dei trulli che comprende il vasto territorio che si estende da Matera fino alla stessa Grottaglie, passando da Martina Franca in Valle d'Itria e Villa Castelli sulle pendici delle Murge. Sorge su un territorio segnato dalla presenza di gravine, sui fianchi delle quali sono state scavate molte grotte; infatti il centro è completamente scavato nel tufo; ne sono una testimonianza le Cave di Fantiano (ora sede di un teatro all'aperto dove ogni anno si svolge il Festival Internazionale Musica Mundi di musica etnica e popolare).
Grottaglie, per territorio, cultura, arte e dialetto, rientra tra i comuni della provincia di Taranto che fanno parte del Salento; in particolare la città è situata nella zona denominata Nord Salento.

### Clima
Il clima di Grottaglie è mediterraneo, con inverni miti ed estati calde e spesso anche umide. Con una media di 564 mm di pioggia annuali, le precipitazioni non sono molto abbondanti e si concentrano nei mesi autunnali.
| Grottaglie                 | Mesi | Mesi    | Mesi  | Mesi  | Mesi    | Mesi    | Mesi    | Mesi    | Mesi    | Mesi    | Mesi  | Mesi  | Stagioni | Stagioni | Stagioni | Stagioni | Anno  |
| Grottaglie                 | Gen  | Feb     | Mar   | Apr   | Mag     | Giu     | Lug     | Ago     | Set     | Ott     | Nov   | Dic   | Inv      | Pri      | Est      | Aut      | Anno  |
| -------------------------- | ---- | ------- | ----- | ----- | ------- | ------- | ------- | ------- | ------- | ------- | ----- | ----- | -------- | -------- | -------- | -------- | ----- |
| T. max. media (°C)         | 12,6 | 13,1    | 15,2  | 18,8  | 24,0    | 28,4    | 31,2    | 31,2    | 27,6    | 22,3    | 17,3  | 13,8  | 13,2     | 19,3     | 30,3     | 22,4     | 21,3  |
| T. min. media (°C)         | 4,4  | 4,8     | 6,2   | 8,5   | 12,3    | 15,7    | 18,3    | 18,6    | 15,8    | 12,4    | 8,2   | 5,5   | 4,9      | 9,0      | 17,5     | 12,1     | 10,9  |
| Precipitazioni (mm)        | 46,2 | 52,8    | 62,6  | 35,9  | 34,3    | 27,1    | 27,1    | 24,9    | 36,2    | 60,4    | 77,0  | 80,0  | 179,0    | 132,8    | 79,1     | 173,6    | 564,5 |
| Giorni di pioggia          | 6,7  | 7,2     | 7,4   | 5,3   | 4,5     | 3,4     | 2,6     | 3,2     | 4,1     | 5,9     | 6,6   | 7,9   | 21,8     | 17,2     | 9,2      | 16,6     | 64,8  |
| Umidità relativa media (%) | 78   | 75      | 73    | 71    | 68      | 63      | 61      | 63      | 66      | 73      | 77    | 80    | 77,7     | 70,7     | 62,3     | 72       | 70,7  |
| Vento (direzione-m/s)      | N 5  | NNW 8,5 | S 8,5 | S 8,5 | SSW 8,5 | SSW 8,5 | NNE 8,5 | NNE 8,5 | NNE 8,5 | NNE 5,0 | N 5,0 | N 8,5 | 7,3      | 8,5      | 8,5      | 6,2      | 7,6   |

## Storia

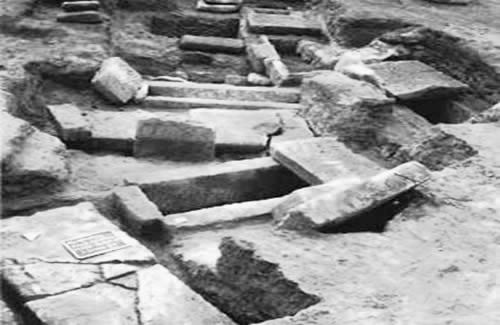
Necropoli di Pezza Petrosa tra Villa Castelli e Grottaglie

Grottaglie deriva dal latino Kriptalys e dal greco Κρυπταλύς, nome che sottolinea la presenza di grotte (krypta, κρύπτα), in gran parte del suo territorio. L'origine di Grottaglie è negli insediamenti che si sono susseguiti nell'area sin dal Paleolitico, ed in particolare nell'area di Riggio e di Pezza Petrosa.
È ritenuta, secondo alcuni, la terra natìa del padre della letteratura latina Quinto Ennio. Difatti il poeta nacque a Rudiae, in Apulia, secondo alcuni studiosi, questa località corrisponderebbe ad una delle cittadelle fortificate (appunto Rudiae e Mesocoro), distrutte dalle invasioni barbariche, i cui abitanti in fuga diedero vita ai casali rupestri dai quali sorsero in seguito Grottaglie e Villa Castelli. Nel IX secolo un gruppo di ebrei fuggitivi da Oria, e tra i pochi superstiti della grande comunità ebraica di Oria si aggrega all'insediamento sorto intorno al casale San Salvatore nella Lama del Fullonese.
I resti storici più cospicui sono riconducibili al Medioevo, quando nelle profonde gravine prese maggior consistenza l'abitudine di vivere nelle grotte. Risalgono a questo periodo infatti non solo le abitazioni, ma anche le scale, i sentieri, le opere di canalizzazione e di deflusso delle acque. Un'importante testimonianza bizantina nel territorio di Grottaglie è la Gravina di Riggio che presenta degli affreschi basiliani di grande qualità seppur si trovino in condizioni precarie. Nonostante l'area jonica del Salento non fosse grecizzata come quello meridionale, è rilevante il fatto che questi affreschi presentino iscrizioni in greco.
Quando i barbari, in particolare i Goti, e nei secoli successivi con l'invasione dei Saraceni, i villaggi siti nel territorio e anche la stessa Taranto vennero saccheggiati, le grotte ospitarono i fuggitivi (960 d.C.) Sorsero così vari centri abitati tra cui Casale San Salvatore e Monti Cryptalis nucleo primigenio dell'attuale centro storico di Grottaglie. Alcuni ebrei trovarono rifugio nella Lama del Fullonese, territorio di Monte Fellone dove, difatti, sorgeva la chiesa di San Pietro dei Giudei. I Normanni (XI secolo) donarono alla Mensa Arcivescovile Tarantina un Casale di nome Cryptalium, ma con ogni probabilità si tratta di un falso risalente al XVI secolo. Nel XV sec. Il centro fu dotato di mura di fortificazione, assieme al Castello e alla Chiesa Matrice.
Difficoltà e crisi politiche portarono (dal XV al XVII secolo) ad una "coabitazione" di due giurisdizioni feudali differenti: una vescovile ed una laica. Il XVII secolo conobbe anni di difficoltà sotto la mal tollerata dominazione spagnola. Lotte di giurisdizione tra Arcivescovi di Taranto e feudatari laici e ripetute sollevazioni popolari, caratterizzarono il secolo successivo fino all'abolizione della feudalità. In un clima di disorientamento politico generale si fa strada il nascente fenomeno del brigantaggio con un nome illustre: Ciro Annichiarico (in dialetto "Papa Ggiro"). Queste vicende accompagnarono la prima espansione urbana "fuori le mura", fino al periodo unitario, a partire dal quale le vicende di Grottaglie si accomunano a quelle di molti centri simili nel Meridione d'Italia.

### Simboli
Lo stemma e il gonfalone sono stati concessi con decreto del presidente della Repubblica del 10 novembre 1997.
(D.P.R. 10 novembre 1997)
Il gonfalone è un drappo di bianco.

### Onorificenze

Vista da zona industriale

## Monumenti e luoghi d'interesse

### Castello Episcopio

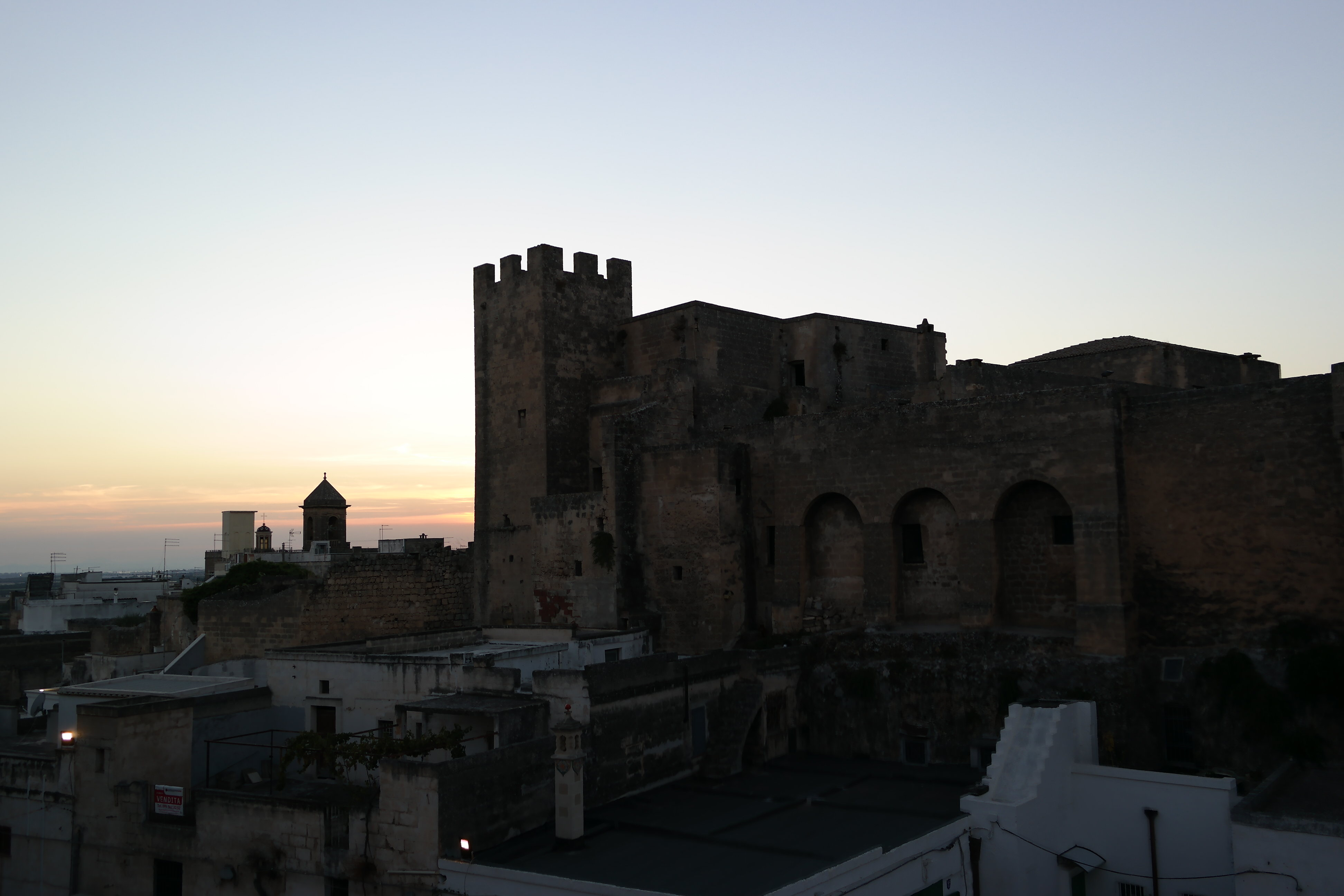
Castello Episcopio

Il castello Episcopio venne edificato alla fine del XIV secolo per volere dell'arcivescovo di Taranto Giacomo d'Atri, che aveva realizzato anche le mura e la chiesa madre. Il nucleo originario, con mastio e settore orientale, fu in seguito ampliato e rimaneggiato, con una facciata di epoca barocca. La torre centrale, a pianta rettangolare, si eleva su tre piani.
Il Castello Episcopio è situato in prossimità del Quartiere delle Ceramiche, cioè la parte più antica della città, il Castello fu per secoli il simbolo del potere dei vescovi tarantini feudali. Oggi il castello risulta differenziato dalla presenza dell'antica Torre interna, alta oltre 28 metri, strutturata su 4 piani intermedi tra loro, dove avevano sede i vescovi.
Nell'ala sud-est, all'interno delle zone anticamente utilizzate come delle stalle, oggi ha sede un rilevante museo della ceramica: al suo interno troveremo numerosi manufatti in ceramica di uso domestico ed ornamentale tipici della tradizione figulina Grottagliese.
Nelle sale del Castello si svolgono ogni anno due mostre: la mostra della ceramica (agosto-settembre) e la mostra del presepe (dicembre-gennaio).
Il museo si articola nelle sezioni dedicate all'archeologia, alle ceramiche tradizionali, alla ceramica contemporanea, alle maioliche e infine ai presepi.

### Gravina del Fullonese
A ovest della città di Grottaglie, alla base del Monte Fellone, sorge la gravina del Fullonese, una gravina lunga quasi un chilometro e profonda 40 metri, ricca di grotte incavate nella roccia risalenti al 200.
La gravina è caratterizzata da una ricca vegetazione, profuma di macchia mediterranea grazie al timo, alla malva e ai cardi. È ricca di alberi da frutto, querce e ulivi.
In questo ambiente l'uomo fa la sua apparizione a partire dall'Età del Ferro, come raccontano i fori di palificazione delle capanne. La gravina comprendeva grotte-abitazioni disposto su più livelli, con tre chiese rupestri oltre al Cisternone del Fullonese parte un sistema idraulico per la raccolta e conservazione dell'acqua.
Nel versante destro della gravina è visibile la Chiesa rupestre di origine medievale dedicata agli apostoli Pietro e Paolo, costruita nel VI secolo d.c., successivamente nota come San Pietro dei Giudei, difatti nel territorio si stanziarono alcuni ebrei provenienti dalla Comunità ebraica di Oria, sfuggiti all'eccidio e all'incendio di Oria del 977. L'edificio è caratterizzato da due elementi con un altare di roccia tagliata addosso alla parete, sul quale un tempo si ergeva un crocifisso con ai lati la Vergine, San Giovanni Evangelista, San Paolo e San Leonardo. Alla sinistra della Chiesa è situata una grotta nota come Casa dei Pellegrini.

### Casa natale di San Francesco De Geronimo

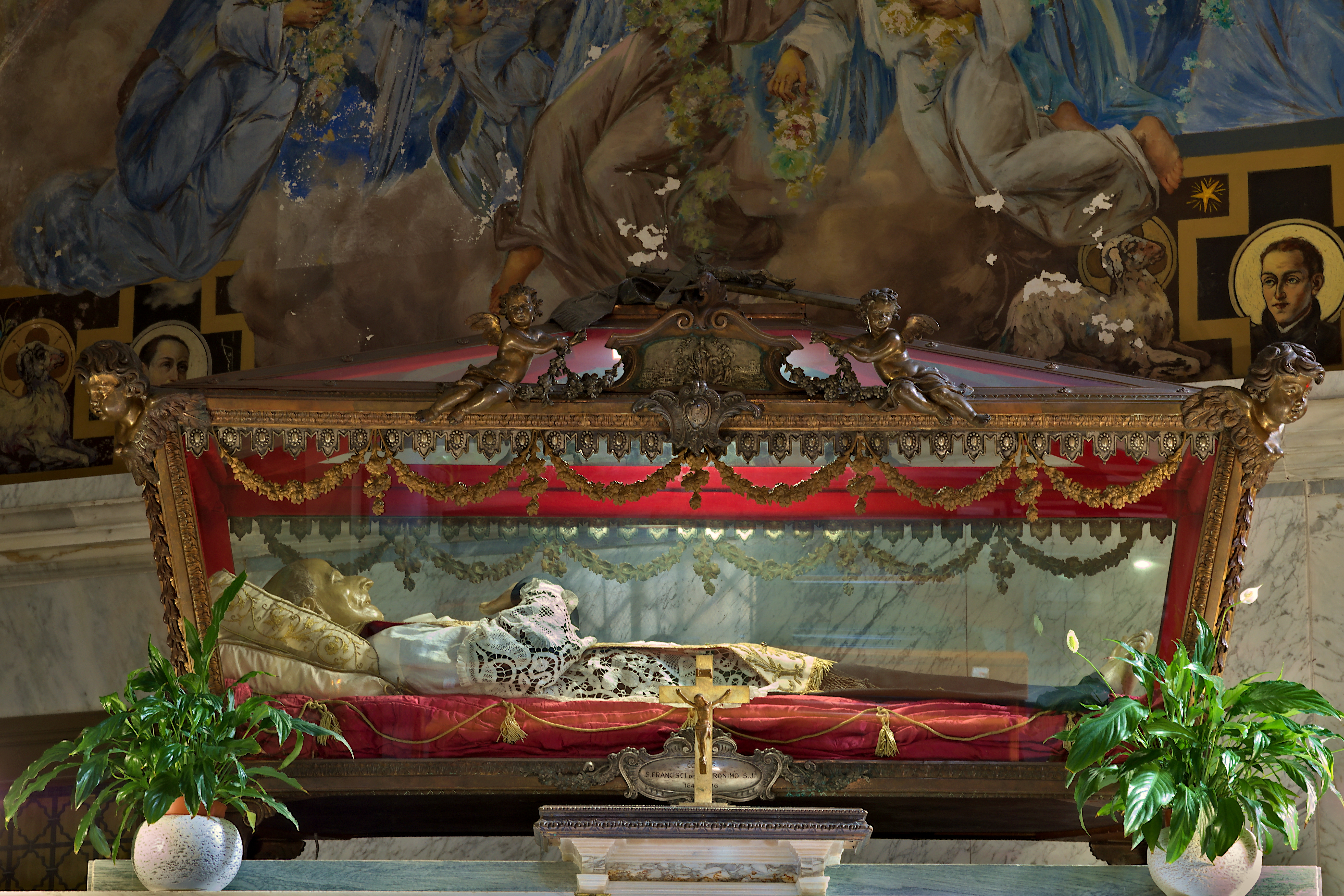
San Francesco De Geronimo - Le spoglie

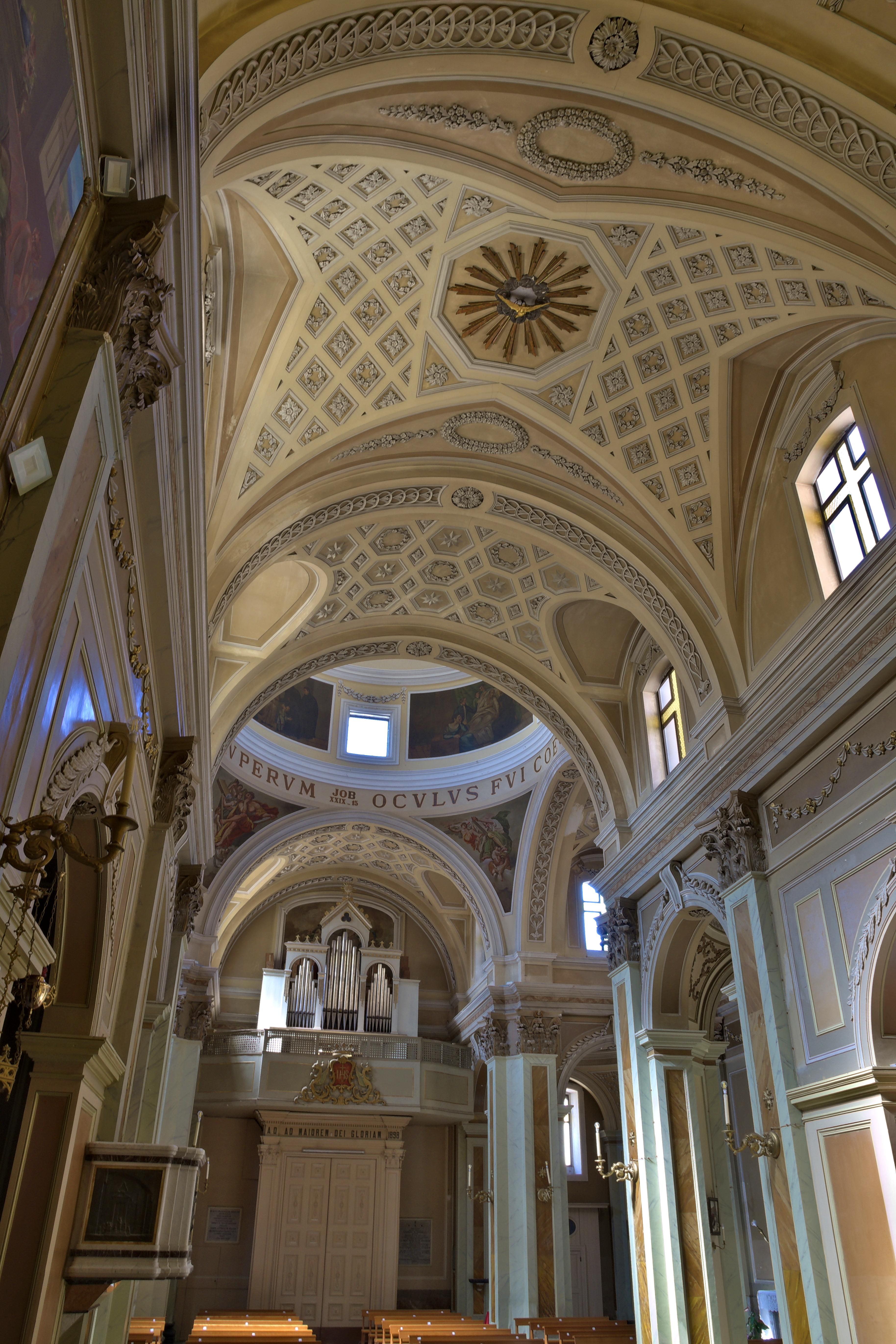
Chiesa San Francesco De Geronimo - interno

Costruita nel 1832 e nominata santuario nel 1941, la chiesa è dedicata al santo grottagliese Francesco De Geronimo in cui vengono conservate le spoglie del santo, si caratterizza per la facciata in lesene scanalate terminanti con capitelli ionici. Ad abbellire l'edificio il timpano triangolare e la cupola maiolicata con un motivo di losanghe. L'interno, a croce greca, su tre navate, presenta molte decorazioni pittoriche. La cappella dedicata al santo, si trova a sinistra dell'altare maggiore. Conserva l'urna in bronzo del santo, opere di Vincenzo Castello di Napoli. Da qui, grazie a una scala laterale si accede alla casa del santo.

### Chiesa madre

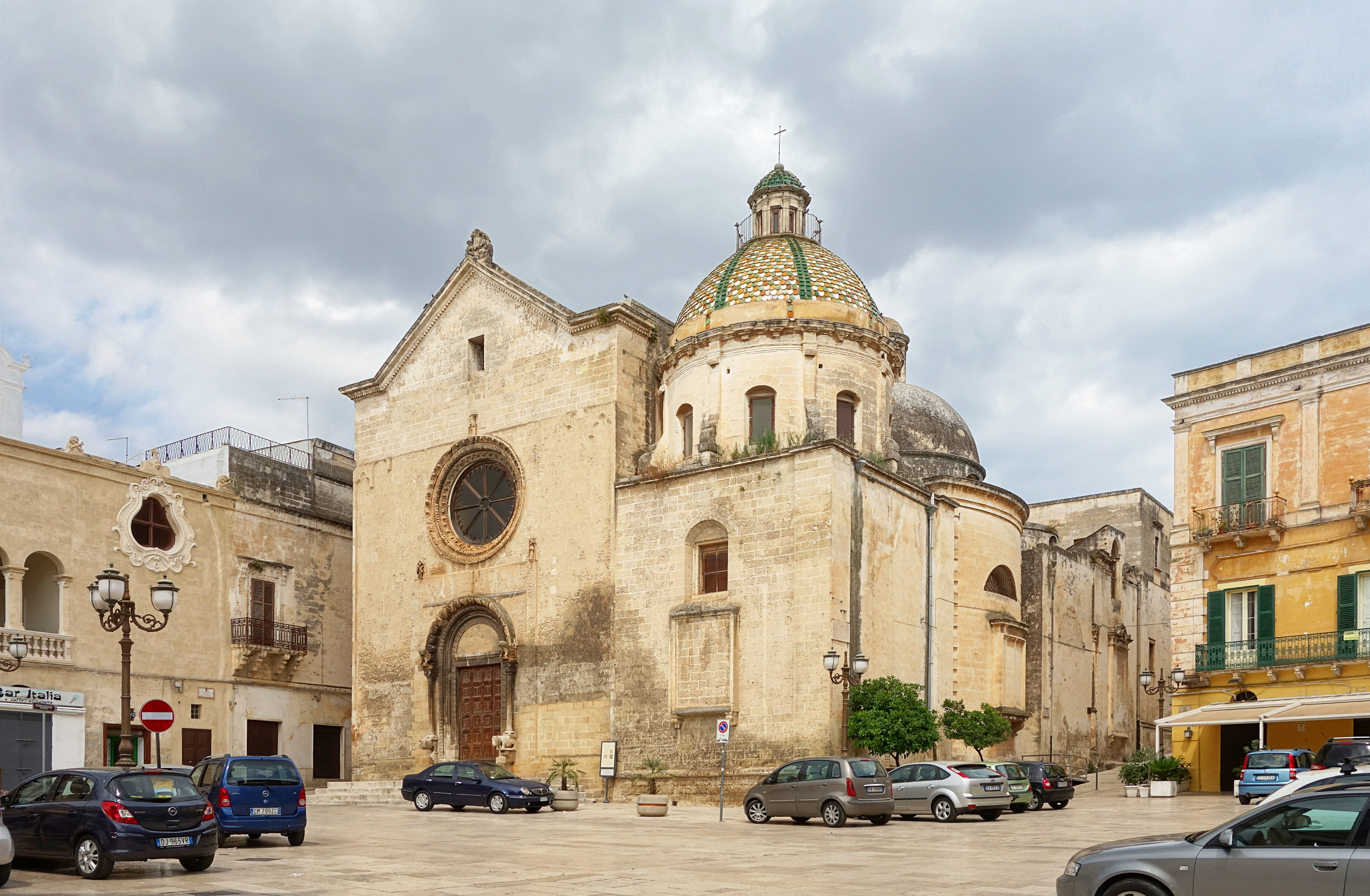
La chiesa madre

Fu costruita nel 1372 dall'arcivescovo Giacomo D'Atri, è opera dell'architetto Domenico Di Martina. Creata in tardo stile romanico, dovrebbe essere un ampliamento di un edificio già esistente. Sulla facciata si trovano un oculo sul cui perimetro è inciso un intreccio di motivi vegetali, con dei bassorilievi raffiguranti Cristo in trono, l'Arcangelo Gabriele e la Vergine. Sotto il portico, caratterizzato da un complesso intaglio a foglie d'acanto e retto da due colonnine ottagonali che poggiano su buoi sorretti da mensole, si apre l'ingresso anch'esso arricchito da un intreccio di motivi animali e vegetali.

### Chiesa della Madonna del Carmine

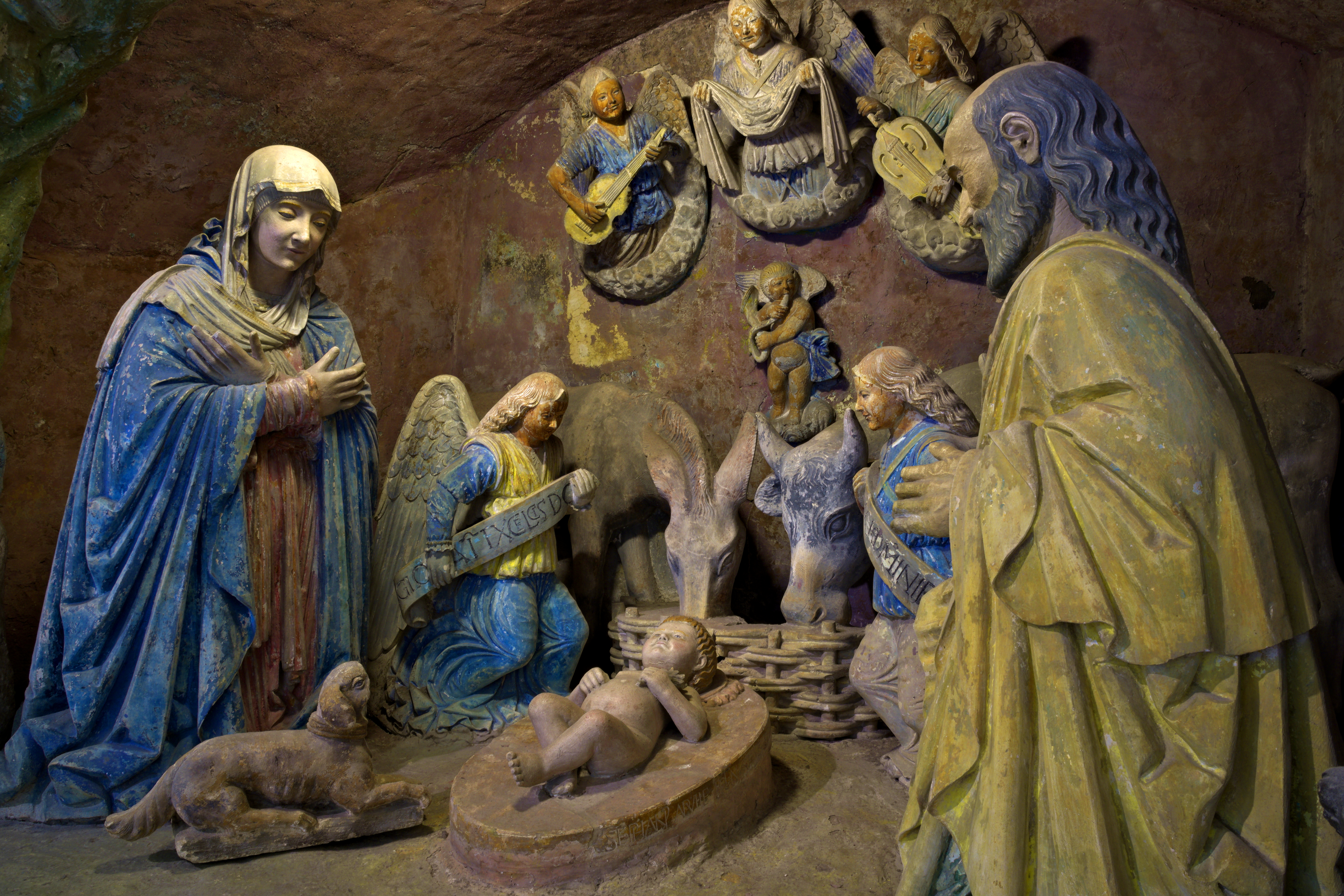
Chiesa Madonna del Carmine - Presepe del 1530

Costruita su un'antica grotta in cui si conservava un affresco della Vergine Maria, sorge nel XV secolo dopo la donazione del reverendo don Romano de Romano della Collegiata Maria Santissima Annunziata (chiesa madre di Grottaglie). Già convento carmelitano e luogo di nascita dei due illustri p. Marinò, conserva la memoria storica del passaggio carmelitano: il giardino della Confraternita è testimonianza del passaggio dei carmelitani, come anche il chiostro affrescato che sorge sulla destra dell'antico complesso della Chiesa.
All'interno del chiostro è stato restaurato tra il 1997 e il 1999 un enorme "Ciclo di Elia" e all'interno della chiesa si conservano tele e ceramiche di elevato valore. Tra le tele un Finoglio che campeggia alle spalle del fonte battesimale e i ritratti dei padri conciliari di Trento originari della Madonna del Carmine, custoditi nella sacrestia. Ancora in sacrestia troviamo le preziose ceramiche del maestro Emanuele Esposito, alle quali si aggiungono un antico crocifisso ligneo custodito in una delle cappelle laterali e il pezzo più prezioso della Grottaglie sacra: il presepe policromo in pietra di Stefano da Putignano, datato 1530.

### Quartiere delle ceramiche
Ancora oggi fiorente è la produzione di ceramica in Puglia. Il più importante centro di produzione di ceramica è Grottaglie. Lungo la gravina di San Giorgio si è formato un intero quartiere di esperti ceramisti, ricavando laboratori e forni di cottura nella roccia di ambienti ipogei utilizzati in passato come frantoi, sono riusciti a creare un'attività fiorente ancora oggi riconosciuta in tutta il mondo
Per la sua antica tradizione ceramica, Grottaglie rientra tra le 41 aree di affermata tradizione ceramica riconosciute dal consiglio nazionale ceramico.
Principali prodotti nella ceramica grottagliese sono:
- I "Bianchi di Grottaglie" è la più caratteristica rustica e popolare, caratterizzata da una tavolozza cromatica costituita dal verde marcio, giallo ocra, blu e manganese.
- I "Capasoni", sono contenitori di grandi dimensioni destinati a contenere vino.
- I "Pumi", classico simbolo grottagliese.

### Palazzo Cicinelli
Risalente al XV secolo, sede della famiglia Caracciolo-Cicinelli (il cui capofamiglia annoverava fra i ranghi feudali quelli di principe di Cursi, di duca delle Grottaglie, e le baronie di Neviano e Pulsano), gli originali signori feudatari della città. Anche a seguito dell'estinzione del ramo principale della famiglia Caracciolo, dell'antico edificio del palazzo si conserva oggi solamente il corpo.

### Palazzo Urselli
Risalente al XV secolo, sede della famiglia cadetta al feudatario della città e, per questo, anticamente noto anche con la dizione dei Secondogeniti. A differenza di altri palazzi nobiliari successivi, di architettura tipicamente barocca, il palazzo conserva ancora evidenza dell'originale facciata rinascimentale.

### Palazzo Maggiulli-Cometa
Esempio dell'architettura barocca salentina.

### Palazzo Blasi
Sito in corso Vittorio Emanuele, accanto al Palazzo Urselli. Presenta una facciata barocca, anche se molti sono gli elementi posteriori all'impianto originario.

### Street art e murales di cartoni animati
Per le strade di Grottaglie è possibile trovare dei murales dipinti dall'artista Paolo Carriere raffiguranti personaggi di manga, anime e cartoni animati ma anche personaggi famosi e di fantasia. Ci sono anche opere murarie di writers famosi a livello mondiale (per citarne alcuni: Blu, Aryz, Ericailcane) perché la città di Grottaglie ha ospitato gli stessi artisti durante il Fame Festival, voluto e progettato da Angelo Milano, un altro noto artista grottagliese.

## Società

### Evoluzione demografica
Abitanti censiti

L'analisi della struttura dell'evoluzione demografica (dal 2002 al 2017) è divisa in tre fasce d'età con i seguenti incrementi:
- Giovani 0-14 anni + 20,03%;
- Adulti 15-64 anni + 63,03%;
- Anziani 65 anni ed oltre + 13,04%.

### Etnie e minoranze straniere
Al 1º gennaio 2022 nel territorio comunale si registravano 699 stranieri residenti.
Le nazionalità maggiormente rappresentate sono:
- Romania: 230
- Albania: 144
- Cina: 31
- Nigeria: 30
- Gambia: 24
- Mali: 18
- Polonia: 18

### Lingue e dialetti
Il dialetto grottagliese è una variante del dialetto brindisino, conosciuto anche come salentino settentrionale e che caratterizza i comuni a sud-est della provincia di Taranto.

## Economia
Per le sue produzioni tipiche il comune è conosciuto anche come la "città delle ceramiche" o la "città dell'uva".

### Agricoltura
La produzione agricola grottagliese è imperniata sull'olivicoltura e la viticoltura. Tra le varietà di ulivo più coltivate vi sono l'ogliarola salentina, la leccina, la peranzana, la cima di Melfi, la coratina, la carolea e la cellina di Nardò (detta 'nchiastra per il suo spiccato effetto tintore e usata nella preparazione di focacce ripiene alle olive). La vite è coltivata prevalentemente per la produzione dell'uva da tavola: il territorio grottagliese offre le condizioni pedoclimatiche ideali per la coltivazione della cultivar Regina alla quale, dai primi anni ottanta, si è affiancata la cultivar Victoria. Dal 2011 Grottaglie rientra nell'areale del marchio IGP "Uva di Puglia". Dal 2011 Grottaglie è divenuta un importante centro di produzione e vendita di melagrane delle varietà Wonderful e Acco.

### Artigianato
Una specializzazione produttiva peculiare del territorio grottagliese è la produzione di ceramica, con la quale il comune è spesso identificato. Questa tradizione, trasmessa oggi alle generazioni più giovani grazie all'opera del locale Istituto d'arte, è un importante attrattore turistico per la cittadina.
Tra le particolarità delle ceramiche grottagliesi sono alcuni oggetti tra cui: lu capasone (recipiente di grandi dimensioni che serve a conservare e a mantenere in buone condizioni il vino o l'olio), lu srulu, una sorta di brocca in ceramica all'interno della quale si usava mettere vino a acqua, e la sua variante lu srulu a segreto, lu pumu, un oggetto in terracotta che si pone agli angoli dei balconi della cittadina jonica: questo oggetto, dalla forma di un bocciolo, figura spesso come ornamento agli angoli dei balconi delle abitazioni nel centro storico cittadino.

### Industria
A Grottaglie è stato realizzato lo stabilimento dove Leonardo produce sezioni di fusoliera per il Boeing 787 Dreamliner.

## Infrastrutture e trasporti

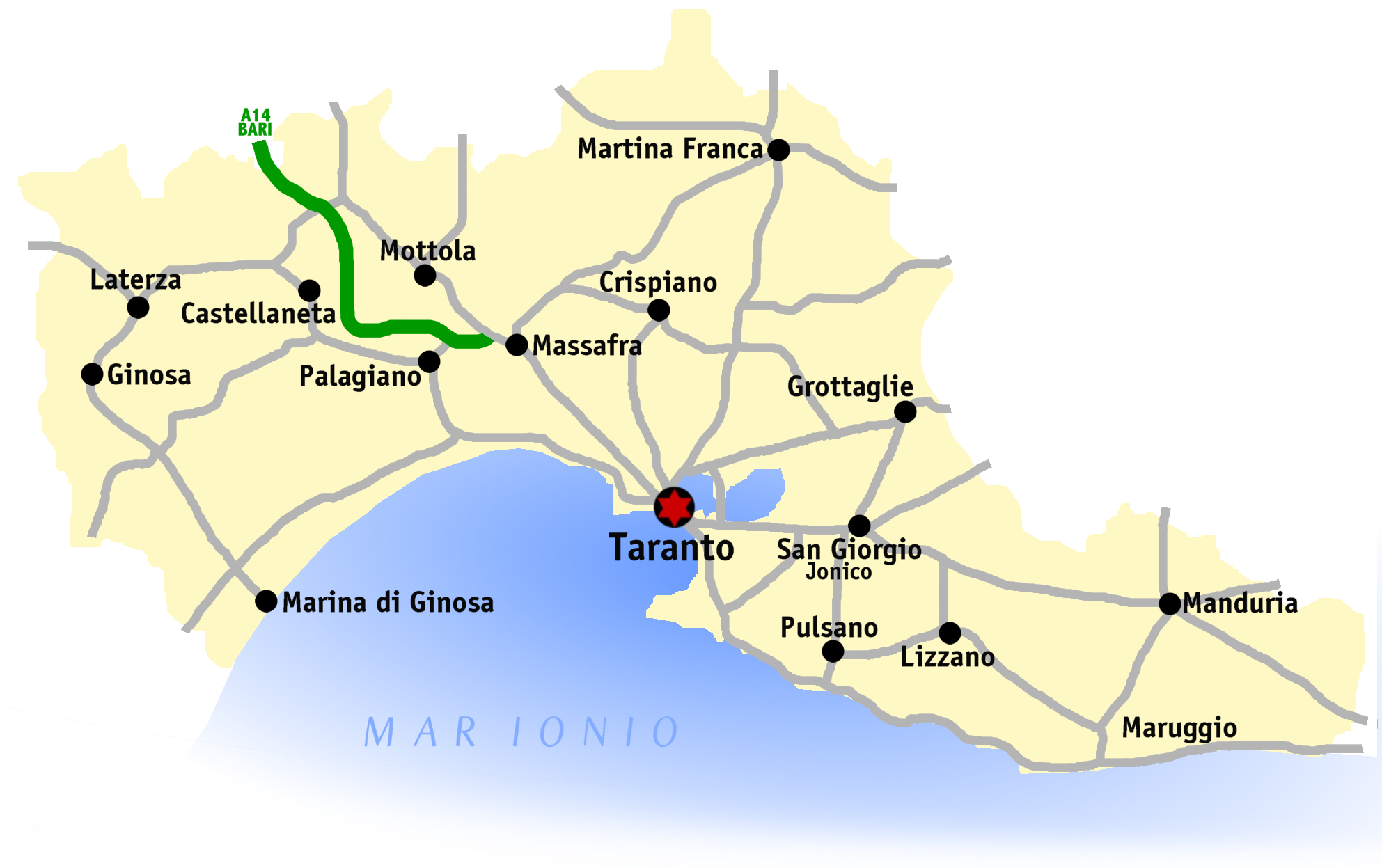
Collegamenti della Provincia di Taranto

### Strade
Grottaglie è servita dalla strada statale 7 Via Appia, che nel tratto fra Taranto e Brindisi è una superstrada a carreggiate separate. La viabilità locale si completa con le strade provinciali che connettono la cittadina con San Giorgio Jonico, Montemesola, San Marzano di San Giuseppe (TA) e Villa Castelli (BR).

### Ferrovie
Il paese è servito dalla stazione di Grottaglie, parte della ferrovia Taranto-Brindisi.

### Aeroporti
Nel territorio comunale sorge l'Aeroporto civile di Taranto-Grottaglie "Marcello Arlotta" usato esclusivamente dallo stabilimento Alenia Aermacchi. È presente inoltre la base aerea MARISTAER - Grottaglie.
Il 22 ottobre 2020 l'Ente nazionale per l'aviazione civile (ENAC) ha approvato il Regolamento per la costruzione e l'esercizio degli spazioporti.
Con il via libera dell'Enac l'aeroporto di Grottaglie, in provincia di Taranto, è ufficialmente il primo spazioporto italiano, da dove potranno partire i voli suborbitali.

## Amministrazione

Il gonfalone comunale

Di seguito è presentata una tabella relativa alle amministrazioni che si sono succedute in questo comune.
| Periodo           | Periodo           | Primo cittadino    | Partito                            | Carica  | Note   |
| ----------------- | ----------------- | ------------------ | ---------------------------------- | ------- | ------ |
| 21 settembre 1988 | 5 luglio 1990     | Ciro Maggio        | Democrazia Cristiana               | Sindaco | [ 13 ] |
| 31 luglio 1990    | 24 settembre 1991 | Ciro Annicchiarico | Democrazia Cristiana               | Sindaco | [ 13 ] |
| 9 novembre 1991   | 22 giugno 1993    | Antonio Cavallo    | Democrazia Cristiana               | Sindaco | [ 13 ] |
| 22 giugno 1993    | 12 maggio 1997    | Giuseppe Vinci     | Partito Democratico della Sinistra | Sindaco | [ 13 ] |
| 7 giugno 1997     | 28 maggio 2001    | Giuseppe Vinci     | Partito Democratico della Sinistra | Sindaco | [ 13 ] |
| 28 maggio 2001    | 30 maggio 2006    | Raffaele Bagnardi  | Centro-sinistra                    | Sindaco | [ 13 ] |
| 30 maggio 2006    | 20 giugno 2011    | Raffaele Bagnardi  | Centro-sinistra                    | Sindaco | [ 13 ] |
| 7 giugno 2011     | 20 giugno 2016    | Ciro Alabrese      | Partito Democratico                | Sindaco | [ 13 ] |
| 20 giugno 2016    | 04 ottobre 2021   | Ciro D'Alò         | Lista civica sinistra              | Sindaco |        |
| 5 ottobre 2021    | in carica         | Ciro D’Alò         | Lista civica sinistra              | Sindaco |        |

### Gemellaggi
- Portici, dal 19 maggio 2019
- Atena Lucana, dal 19 maggio 2019
- Marineo, dal 19 maggio 2019

## Sport

### Calcio

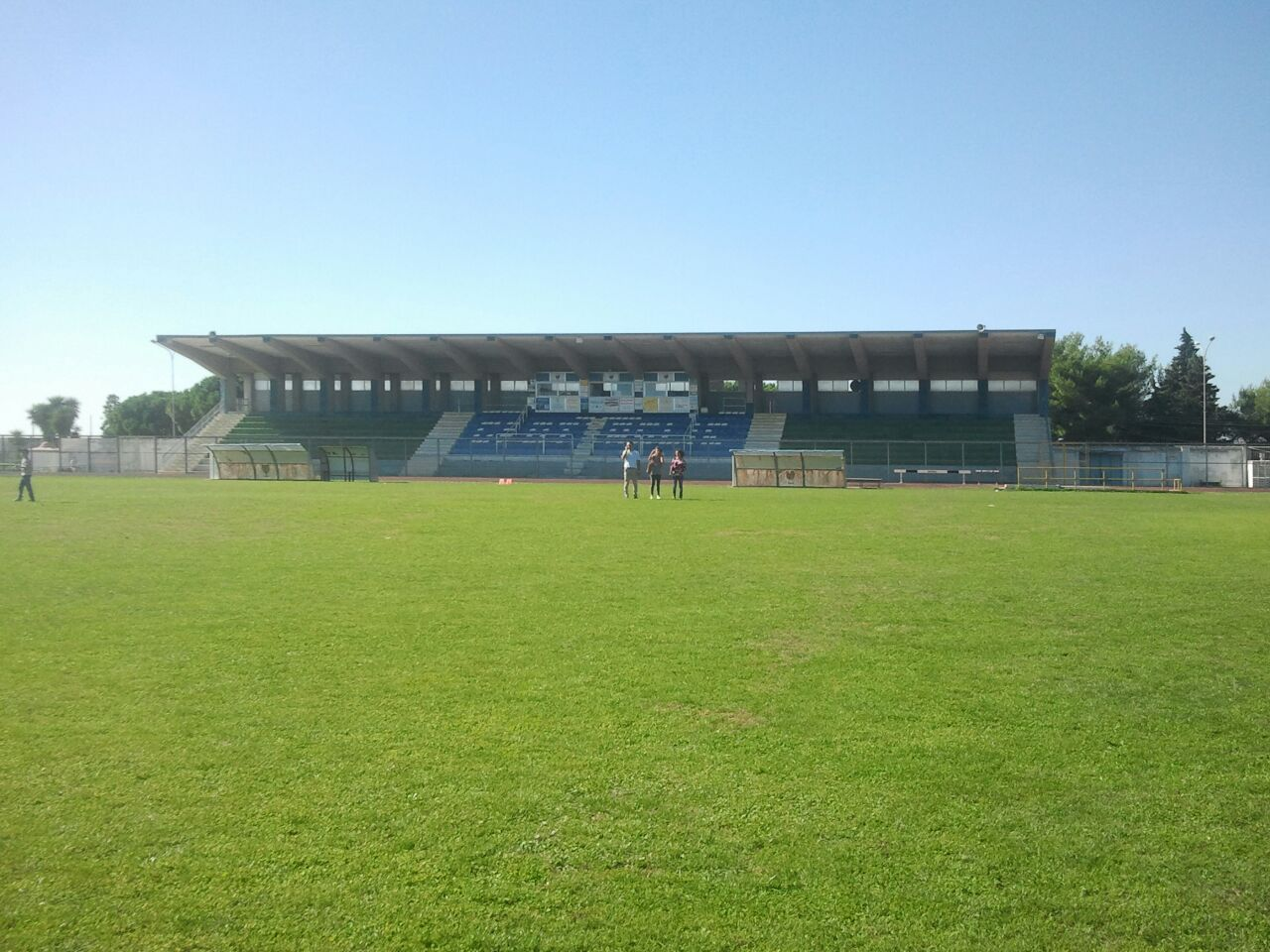
Lo Stadio comunale Atlantico D'Amuri.

L'Associazione Calcio Dilettantistica Ars et Labor Grottaglie, fondata nel 1962 e scioltasi nel 2022, è stata la squadra principale del comune. Ha partecipato in diversi periodi della sua storia a 25 campionati nazionali di Serie D.

In passato l'A.S.D. Scintille e l'F.C.D. Grottaglie sono state due altre squadre del comune che hanno militato nei campionati regionali di Seconda Categoria e Terza Categoria.
Attualmente il calcio è rappresentato principalmente dall'ASD Grottaglie Calcio, che, fondata nel 2022 ha preso il posto della scomparsa Ars Et Labor Grottaglie. Milita in Promozione Puglia Girone B dopo aver vinto nella stagione 2022-23 il Girone B di Prima Categoria.
Dalla stagione 2024-25, la United Grottaglie, associazione calcistica che da anni è impegnata a formare giovani calciatori partecipando a campionati giovanili di categoria, si è iscritta al campionato di Terza Categoria. 
Inoltre, la città di grottaglie ha anche tre squadre, l’Avis Grottaglie, Real Le Torri e la Fortitudo, impegnate nei campionati provinciali ASI. Sino alla stagione 2023-24, vie era anche la C.S. Eredità Grottaglie (già ASD Fanelli Grottaglie), che per anni ha partecipato al campionato provinciale di Serie A ASI.

L'A.S.D. Real Grottaglie è la principale società calcistica femminile della città. Ha militato in passato nel campionato di Serie C di Futsal.

### Pallavolo
La principale squadra di Volley cittadina è l'A.S.D. Volley Club Grottaglie.
La sezione di Volley maschile milita in Serie B dalla stagione 2021-2022 mentre la sezione di Volley femminile milita in Serie D.

### Pallacanestro
L'A.S.D. Sant'Elia Basket Grottaglie è stata la principale società di basket della città. Ha militato in diversi campionati a livello dilettantistico.

### Futsal
La squadra di Futsal della città è l'ASD Futsal Grottaglie che milita dalla stagione 2019-2020 nel campionato femminile di Serie A2.

### Impianti sportivi
Lo Stadio comunale Atlantico D'Amuri ha circa 2500 posti a sedere e dispone della pista d'atletica.
Gli altri impianti sportivi della città sono:
- Stadio Comunale Zona 167 (300 posti)
- Stadio San Francesco Zona Monticello (500 posti)
- Palazzetto dello sport Campus Campitelli (1000 posti)
- Palazzetto Marinelli (300 posti)
- Piscina comunale semi-olimpionica (coperta e scoperta)